# Кемц, Людвиг Мартынович
Людвиг Мартынович Кемц (нем. Ludwig Friedrich Kämtz; 1801—1867) — германский и российский метеоролог и физик.

## Биография
Родился в Трептове-на-Реге 11 января 1801 года в семье Мартина Филиппа Камца и его жены, дочери купца, Доротеи Луизы Блейдор. Учился сначала в местной школе, потом в гимназии в Трептове; с 1814 года учился в Берлинской гимназии Фридриха-Вильгельма, где его учитель Фридрих Вильгельм Юнгиус пробудил в нём интерес к атмосферным явлениям. С 1817 года учился в латинской школе при приюте в Галле.
В 1819 году поступил в Галльский университет, сначала изучал право, но затем перешёл к занятиям математическими науками и физикой; в 1822 году получил степень доктора философии за своё рассуждение о логарифме интегралов. В 1824 году получил хабилитацию, изучая корпускулярную теорию Исаака Ньютона и волновую теорию Огюстена Жана Френеля.
В 1826 году начал читать в Галльском университете лекции по метеорологии и земному магнетизму в качестве приват-доцента, в 1827 году получил звание экстраординарного, а в 1834 году — ординарного профессора. За этот период времени он издал целый ряд статей по изучению электрических и световых явлений; статьи эти обратили на него внимание учёного мира, и изданный в 1839 году Кемцем «Lehrbuch der Experimentalphisik» создал ему солидную учёную известность; этот учебник стал официальным учебным пособием в прусских университетах. Но более важное значение для него имели работы в области изучения законов атмосферных явлений.
С 1832 года он проводил исследования ледников в Альпах.
В период с 1825 по 1831 годы он написал целый ряд замечательных монографических исследований об изменениях в стоянии барометра, о влиянии луны на барометр, об определении средней температуры суток, о причинах наименьшей температуры пред восходом солнца, о годичных изменениях температуры, о северном сиянии и пр. В 1831, 1832 и 1836 гг. вышло в трёх томах капитальное сочинение Кемца «Lehrbuch der Meteorologie» («Учебник метеорологии»), которое является классическим в области избранной науки; он представляет не только свод всего сделанного по метеорологии прежде, но ряд специальных самостоятельных исследований по всем частям науки, произведенных по одному общему плану; Кемц обнаружил удивительную начитанность в том, что было сделано по той же науке ранее, но особенно замечателен целый ряд остроумных и интересных самостоятельных вычислений и ряд прекрасных наблюдений и опытов. Изданное самим Кемцем сокращенное изложение его книги — «Vorlesungen uber Meteorologie» (1840), было вскоре переведено на русский (проф. М. Спасским «Чтение о метеорологии»), французский, английский и итальянский языки. С 1841 года — член-корреспондент Прусской академии наук.
С 1830 года Кемц был соредактором (с Морицем Мейером) издаваемой в Лейпциге Всеобщей энциклопедии науки и искусства. Был членом масонской ложи «Zu den Drei Degen».
Кроме сочинений по физике (6 работ), магнетизму (11 работ) и метеорологии (46 работ), у него еще было несколько работ по географии, лекции по которой он читал с 1841 года на физико-математическом факультете Дерптского университета в общей сложности в течение 12 семестров. Свои лекции Камц читал на основе «физической географии» Фридриха Гофмана; занимался, в частности, вопросами земного магнетизма в Северной Европе и России. В 1854 году он опубликовал в журнале «Das Inland» серию статей «О сущности и содержании физической географии».
С 1847 года и почти до конца жизни он ежегодно совершал путешествия с научной целью — преимущественно в Альпы, для изучения вопроса о происхождении ледников; он издавал по поручению Императорского русского географического общества «Метеорологический сборник» («Repertorium für Meteorologie»; 1860—1865, 10 выпусков), в котором сообщались результаты и выводы из наблюдений, делавшихся по всей империи; большая часть статей в сборник принадлежала самому Кемцу.
В 1849 году был возведён в дворянство.
В 1865 году он был избран в члены Академии наук и назначен директором Метеорологической обсерватории. При нём М. А. Рыкачёв был назначен помощником директора обсерватории, В. П. Кеппен и А. И. Воейков работали в обсерватории.
Умер 8 (20) декабря 1867 года в Санкт-Петербурге в чине действительного статского советника; похоронен на Смоленском евангелическом кладбище.

## Семья
В 1834 году женился на Эмили Лоренц (1815—1843). С 1844 года был женат на Эмили фон Хойнинген, дочери ливонского помещика. Его дочь Констанца была замужем за Бертольдом Дельбрюком.